# سنور سيفي الأنياب

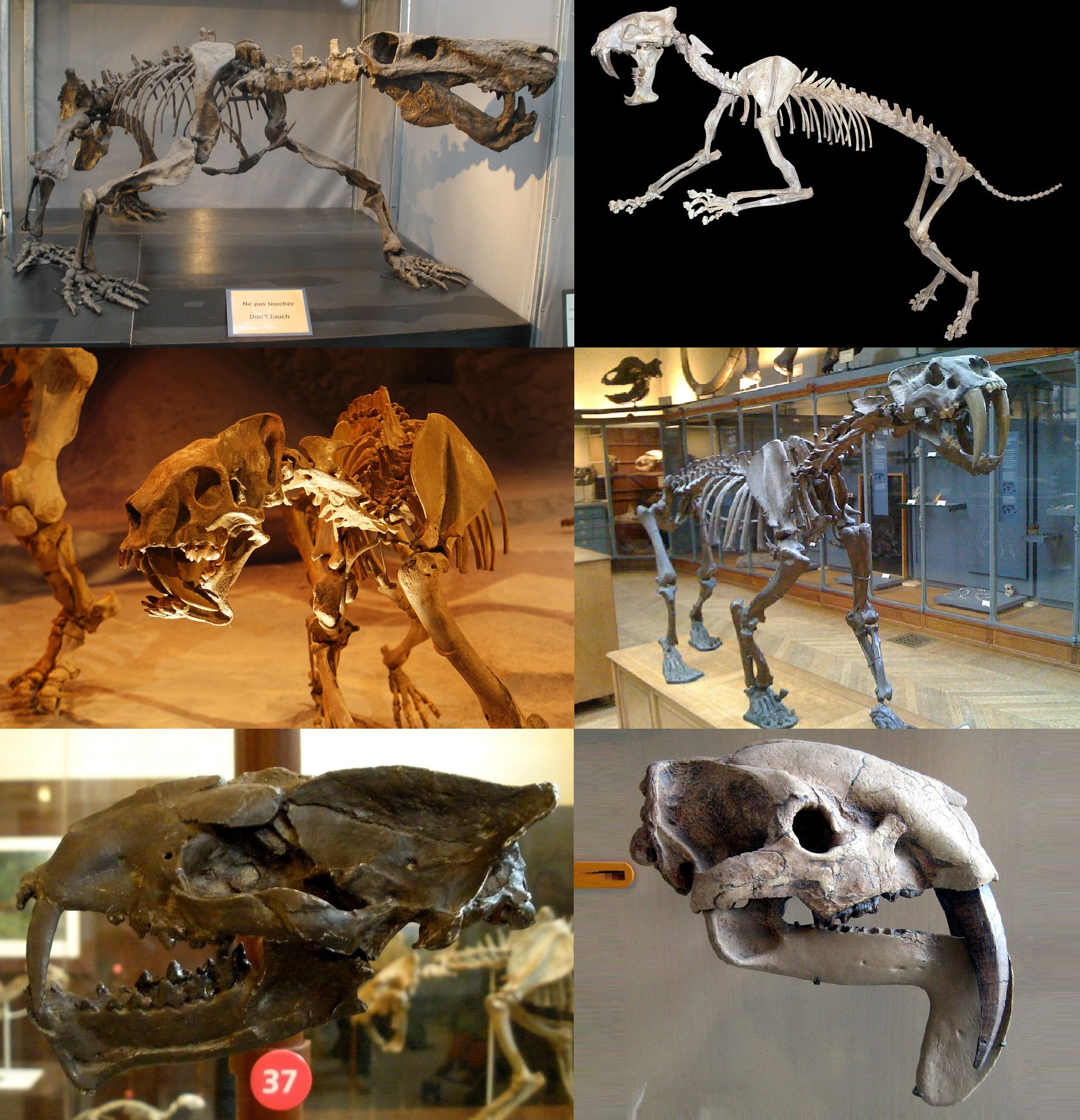
من الأعلى ومن اليسار إلى اليمين, إنوسترانسيفيا، هوبلوفونيوس، باربوروفليس، سميلودون، ماشايرويدس و تيلاكوسميلوس.

السنور ذو الأسنان السيفية هو حيوان منقرض من فصيلة السنوريات كان يتغذى على الحيوانات الضخمة منها الثور الأمريكي وقد يتغذى حتى على صغار الماموث واحيانا على البالغة منها ويبلغ طول اسنانه 18 سم وكان له عدة منافسين من أنواع الحيوانات المفترسة الأخرى مثل الذئاب الرهيبة والدب العملاق قصير الوجه ودب الكهوف وأسد الكهوف الأوربي الذي يكون أكبر منه حجما بنسبة 50 بالمئة تقريبا وعلى الأرجح أقوى منه إذاً فهو ليس أقوى الحيوانات في ذلك الوقت وليس حتى أقوى السنوريات فهو كان يعتمد على سرعة الضربة الفتاكة ليتناول غذائه قبل وصول منافسيه فهو يهاجم فرائسه عن طريق حنجرتها بواسطة أسنانه الفتاكة الطويلة لأن أسنانه قد تنكسر باحتمال كبير إذا هاجم فرائسه من مكان أخر مثل جوانبها وقوة عضته ليست قوية جداً فهي بقوة عضة الكلب لكنه يستخدم أسنانه الطويلة لمهاجمة حنجرة فرائسه ويظن أن هناك سليلاً له في الوقت الحاضر وهو نمر بورينو الملطخ لكنه لا يعتبر سليلاً مباشراً له وكان سبب انقراضه هو القطران المتجمع الذي علقت به الفرائس مما أدى إلى انجذاب النمر وأن يعلق في القطران أيضًا.